# Campiglossa achyrophori
Campiglossa achyrophori är en tvåvingeart som först beskrevs av Friedrich Hermann Loew 1869.  Campiglossa achyrophori ingår i släktet Campiglossa och familjen borrflugor. Inga underarter finns listade.